# Fara Lacrimi
Fara Lacrimi – pierwszy album grupy Akcent już bez Mariusa Nedelcu. Ukazał się na początku lutego 2009 roku w wersji CD. Zawiera 14 utworów, w tym osiem w języku angielskim, cztery w języku rumuńskim oraz dwa remiksy.

## Lista utworów
1. Stay with me
2. That's my name
3. Delight
4. Lacrimi (ft.Alexa)
5. Umbrela ta
6. True believer
7. Run away
8. Vreau sa fiu cu tine pana in zori
9. Lovers cry
10. Next to me
11. O naopte si o zi
12. I turn around the world
13. Stay with me (Edward Maya club remix)
14. Stay with me (Edward Maya vibe remix)